# Ҕ
La Ge con gancho medio (Ҕ ҕ; cursiva: Ҕ ҕ) es una letra del alfabeto cirílico utilizada en los idiomas abjasio y yakuto para representar la fricativa velar sonora /ɣ/. En Unicode, esta letra se llama “Ge con gancho medio”. La letra fue inventada en 1844 por Andreas Johan Sjögren para el idioma osetio a partir de la contracción del cirílico Г y  Gótico .

## Uso
Es la sexta letra del alfabeto abjasio, situada entre el dígrafos ⟨Гә⟩ y ⟨Ҕь⟩. Es la quinta letra del alfabeto yakuto, situada entre ⟨Г⟩ y ⟨Д⟩.

## Códigos de computación
| Carácter      | Ҕ                                            | Ҕ                                            | ҕ                                            | ҕ                                            |
| ------------- | -------------------------------------------- | -------------------------------------------- | -------------------------------------------- | -------------------------------------------- |
| Unicode       | LETRA MAYÚSCULA CIRÍLICA GE CON GANCHO MEDIO | LETRA MAYÚSCULA CIRÍLICA GE CON GANCHO MEDIO | LETRA MINÚSCULA CIRÍLICA GE CON GANCHO MEDIO | LETRA MINÚSCULA CIRÍLICA GE CON GANCHO MEDIO |
| Codificación  | decimal                                      | hex                                          | decimal                                      | hex                                          |
| Unicode       | 1172                                         | U+0494                                       | 1173                                         | U+0495                                       |
| UTF-8         | 210 148                                      | D2 94                                        | 210 149                                      | D2 95                                        |
| Ref. numérica | &#1172;                                      | &#x494;                                      | &#1173;                                      | &#x495;                                      |